# 錦町 (桐生市)
錦町（にしきちょう）は、群馬県桐生市の町名。現行行政地名は錦町一丁目から錦町三丁目。郵便番号は376-0023。

## 地理
桐生市の中心部に位置する。稲荷町・織姫町・美原町・清瀬町とともに桐生市第三区に属する。
北部は本町・川岸町、東部は浜松町に、東南部は新宿・三吉町に、南部は渡良瀬川を挟んで桜木町に、西部は新川橋通りを境として織姫町・稲荷町に、西北部は巴町にそれぞれ接する。

## 歴史
もとは山田郡新宿村の一部にあたる。1889年（明治22年）の町村制施行に伴い、桐生新町・新宿村・安楽土村・下久方村・上久方村平井が合併して桐生町となり、新宿村は桐生町の大字の一つとなる。
- 1913年（大正2年）の東武鉄道開業を受けて、桐生町中心部と新桐生駅を結ぶ錦町通りが開通したことで、商店街が形成され始める。
- 1921年（大正10年）に桐生町が市制施行により桐生市となる。
- 1929年（昭和4年）に大字が廃止され、錦町が正式な町名として設定される。

## 世帯数と人口
2022年（令和4年）1月31日現在の世帯数と人口は以下の通りである。
| 丁目       | 世帯数  | 人口    |
| ---------- | ------- | ------- |
| 錦町一丁目 | 179世帯 | 338人   |
| 錦町二丁目 | 213世帯 | 434人   |
| 錦町三丁目 | 374世帯 | 722人   |
| 計         | 766世帯 | 1,494人 |

## 小・中学校の学区
市立小・中学校に通う場合、学区は以下の通りとなる。
| 丁目       | 番地 | 小学校           | 中学校             |
| ---------- | ---- | ---------------- | ------------------ |
| 錦町一丁目 | 全域 | 桐生市立南小学校 | 桐生市立中央中学校 |
| 錦町二丁目 | 全域 | 桐生市立南小学校 | 桐生市立中央中学校 |
| 錦町三丁目 | 全域 | 桐生市立南小学校 | 桐生市立中央中学校 |

## 施設

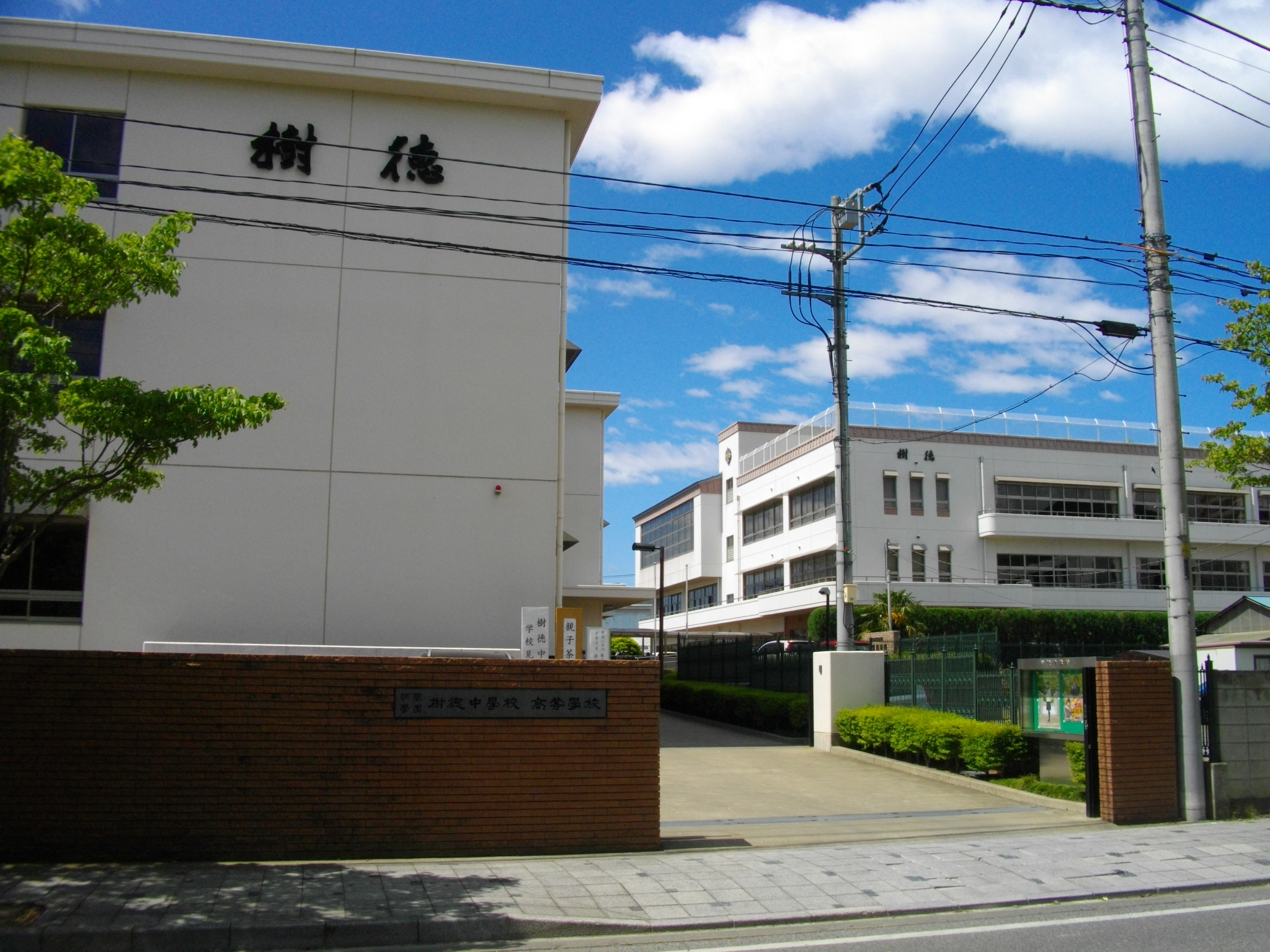
樹徳高等学校

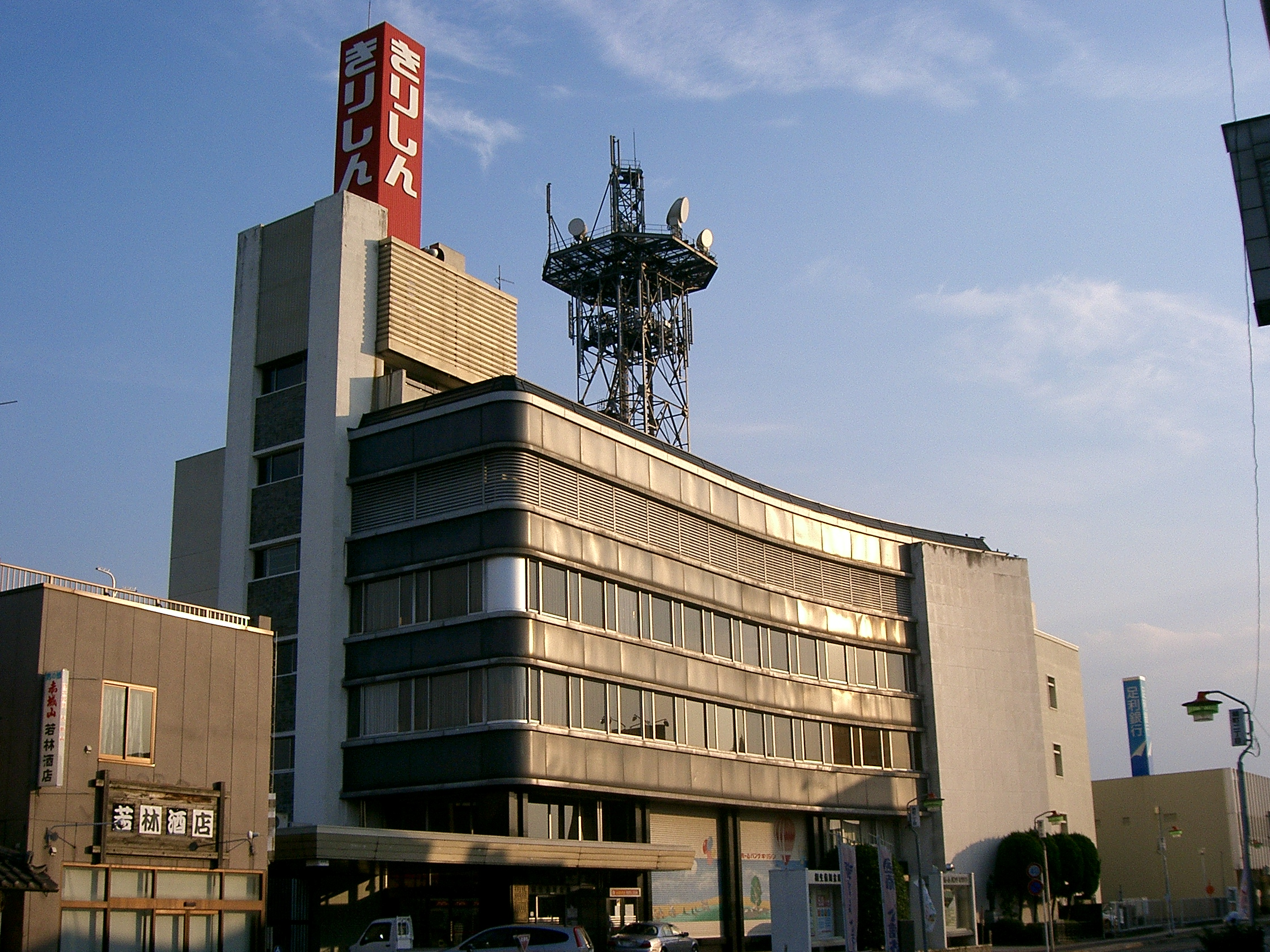
桐生信用金庫

一丁目
- 樹徳高等学校
- 雷電神社

二丁目
- 桐生錦町郵便局
- 最勝寺
- 群馬社会保険事務局桐生事務所
- 桐生職業安定所
- 桐生市勤労福祉会館

三丁目
- 桐生商工会議所
- 桐生信用金庫
- 錦絹撚
- 桐生市営織姫団地
- 桐生市営錦町団地

## 交通

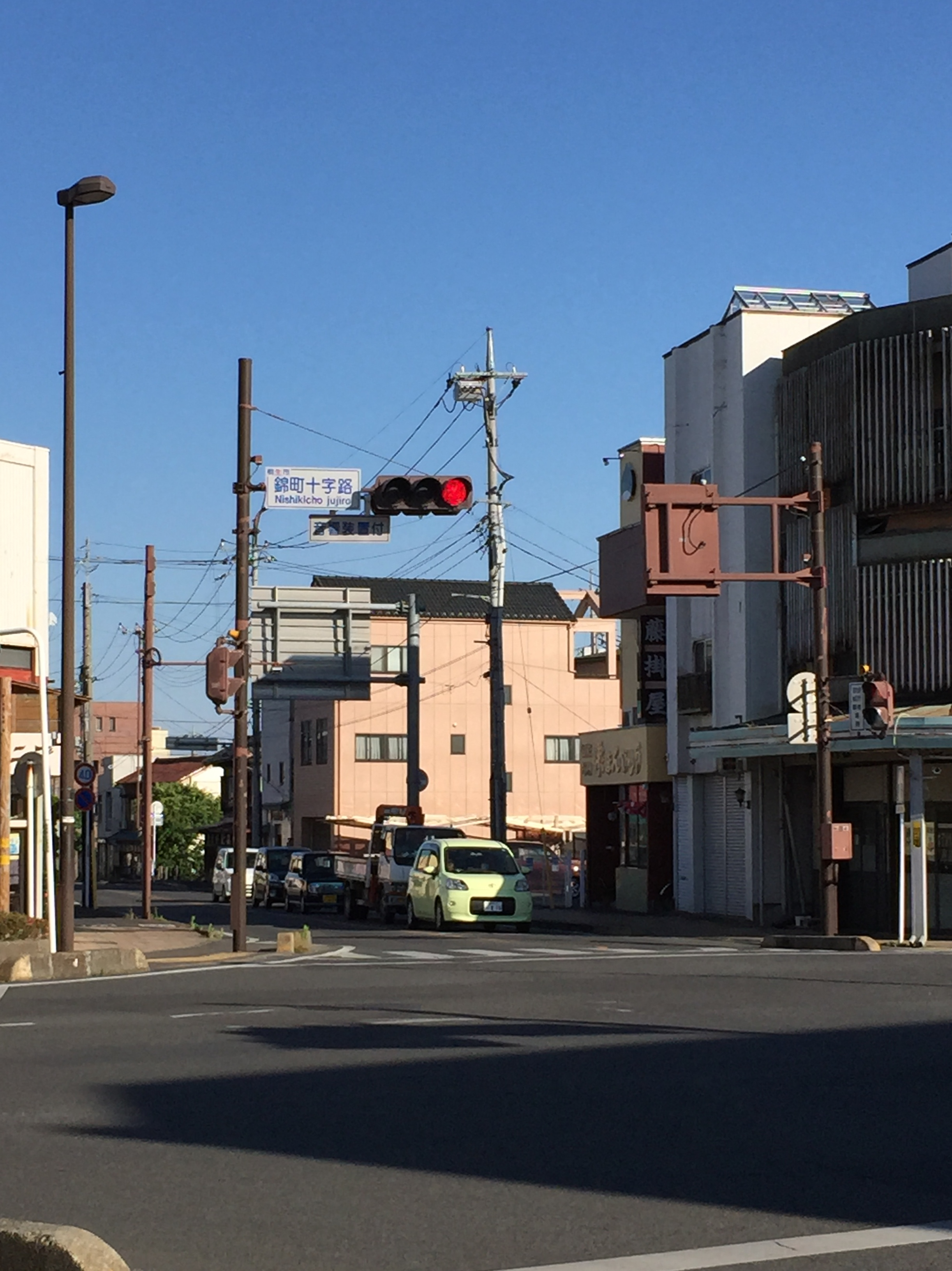
錦町十字路交差点

### 鉄道
町内に鉄道駅はない。

### バス
おりひめバス
- 3 ■広沢線
- 4 ■境野線
- 5 ■新桐生駅 - 桐生女子高線
- 8 ■桐生駅 - 新桐生駅線

### 道路
- 群馬県道・栃木県道67号桐生岩舟線（昭和通り）
- 群馬県道68号桐生伊勢崎線（錦町通り）
- 群馬県道・栃木県道402号桐生足利藤岡自転車道線

## 避難所
- 錦町二丁目児童公園（土砂災害、地震時の緊急避難場所）[8]